# Puntate di Melevisione (undicesima stagione)
L'undicesima stagione di Melevisione venne trasmessa su Rai 3 nel 2009 ed è composta da 100 puntate. Si suddivide in due parti (1-57, 58-100).

## Cast
| Personaggio        | Interprete         |
| ------------------ | ------------------ |
| Milo Cotogno       | Lorenzo Branchetti |
| Fata Lina          | Paola D'Arienzo    |
| Strega Varana      | Zahira Berrezouga  |
| Radio Gufo         | Guido Ruffa        |
| Lupo Lucio         | Guido Ruffa        |
| Principessa Odessa | Carlotta Jossetti  |
| Balia Bea          | Licia Navarrini    |
| Principe Giglio    | Enrico Dusio       |
| Orco Manno         | Diego Casalis      |
| Orchessa Orchidea  | Barbara Abbondanza |
| Shirin Scintilla   | Valentina Bartolo  |
| Vermio Malgozzo    | Riccardo Forte     |
| Cuoco Basilio      | Lando Francini     |

## Elenco episodi
Gli episodi evidenziati in giallo sono stati inclusi ne I Classici della Melevisione.

### Prima parte
La prima parte della undicesima stagione andò in onda in prima visione su Rai 3 dal 9 febbraio al 12 maggio 2009. La Melevisione andava in onda regolarmente dal lunedì al giovedì. Ogni venerdì, invece, andava in onda la rubrica Melevisione racconta, dove il folletto Milo Cotogno parlava di un tema ben preciso, attraverso due canzoni e una manualità fatte vedere dalla Melevisione.
1. Reginetta Odessa
2. La scopa della Strega
3. Niente pappa, Lupo Lucio!
4. Melevisione racconta: Il costume della Strega
5. Piedi per aria, piedi per terra
6. Bacillum Porcellum
7. Melevisione racconta: Attenti a Sciupafiabe!
8. La cosa più preziosa
9. Pappa di strega
10. Il fungo ghiottone
11. Melevisione racconta: Un serpente in visita
12. Un lupo geniale
13. Mela fatata, mela stregata
14. La casa degli orchi
15. Il tempo è mio!
16. Un gioco da draghi
17. La genietta della lampada
18. L'orco da guardia
19. Una grande impresa
20. Orchidea Mangiagiganti
21. Chi l'ha fatta al chiosco?
22. Apprendista cercasi
23. Melevisione racconta: Ah l'amore!
24. La magia delle età
25. La betulla più bella
26. Una scultura stregale
27. Melevisione racconta: La sveglia di Odessa
28. Miele di strega
29. Il tesoro dei pirati
30. Il ladro della posta
31. Il bottone magico
32. Le carte di Vermio
33. Un desiderio per la strega
34. Tanti auguri, Balia Bea!
35. Lupo Lucio unico e raro
36. Melevisione racconta: Pignastica per tutti
37. Il tesoro di Odessa
38. Un cinghiale al dente
39. Pan di strega
40. Un lupo controvento
41. Melevisione racconta: Magica carta
42. Specchio maledetto
43. La monella invisibile
44. La radura dei re
45. La signora dei ragni
46. Il pozzo dei desideri
47. Una fata smemorata
48. Il giorno del cavernicolo
49. Il nipote della strega
50. Le meduse giganti[N 2]
51. Il mal rovescio
52. Il grande cocomeronzo
53. Melevisione racconta: Tutti in scena
54. Fantaleggere e fantascrivere[N 3]
55. Un cavaliere per la principessa
56. Pignavera prigioniera
57. Un lupo di valore

### Seconda parte
La seconda parte della undicesima stagione andò in onda in prima visione su Rai 3 dal 5 ottobre 2009 fino al 10 dicembre 2009.
1. Orchi per caso[N 5]
2. Tre piccoli vermi[N 6]
3. Un'orcuoca in cucina
4. Fantolino e Buliombò
5. Così sia scritto, così sia fatto
6. Lucciole per lanterne
7. Una interpretazione stregale[N 7]
8. I tre cerchi d'oro
9. Una festa perfetta
10. Nonno Ulivo
11. Milo prigioniero[N 8]
12. Un Vermio fedele
13. Un cielo di zucchero
14. Le scarpette stregate
15. I semi bumbaioli
16. Tamburi nel bosco
17. Una torta geniale
18. La reggia misteriosa
19. Strega rubatempo
20. Senza trucco e senza inganno
21. Il lupo cane
22. Le bacche stregali
23. Il ritorno di Lupo Trucio
24. Cuore d'oro del mondo
25. In trappola!
26. Fittaforesta
27. Il Vermio di pietra
28. Lezioni di canto
29. Radio strega
30. Le bugie hanno le zampe corte
31. C'è poco da ridere
32. Strega zuccona
33. Il ritratto del re
34. Il chiosco stregale
35. Triton Lucio
36. Il regalo di Grifo
37. La reginetta delle nevi[N 9]
38. Il principe degli orchi
39. La genietta del cuore
40. L'orchessa Baliadea
41. L'orcavaliere valoroso
42. La paura fa nonnanta
43. Mercatino Fantabosco